# 太夫

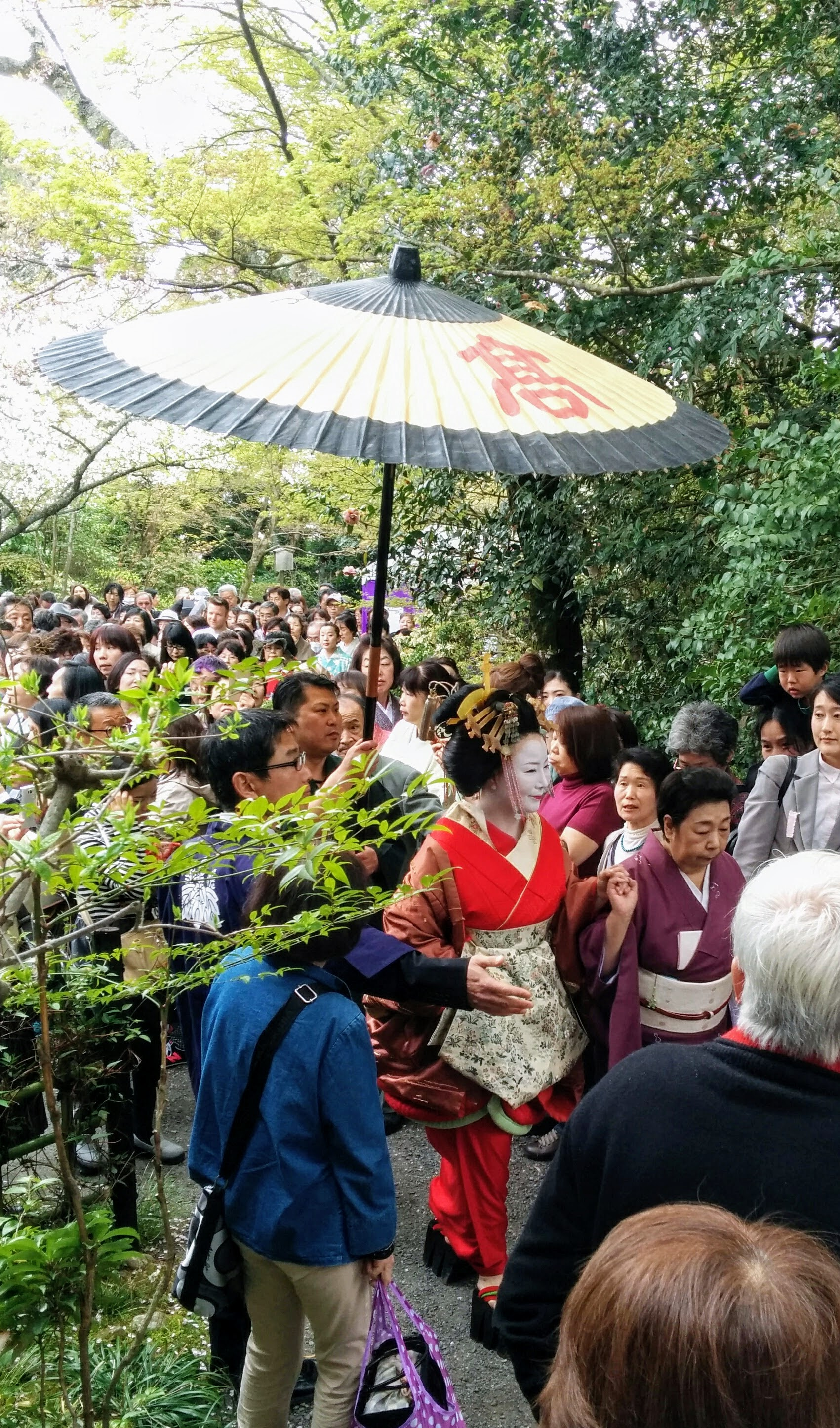
島原的如月太夫

太夫（たゆう）是遊女、藝妓的最高位的位階。

## 歷史
遊女、藝妓的太夫稱號始於江戶時代初期，當時女歌舞伎盛行，優秀的表演者被稱為「太夫」是其開端。日後遊廓整備，遊女的階級制確立，「太夫」稱號授予美貌和教養兼備的最高位遊女，繼京的島原之後，江戶的吉原、大坂的新町、長崎的丸山也開始使用此稱號。主要對象為公家、大名、旗本等上流階級，吉野太夫・夕霧太夫・高尾太夫（寛永三名妓）等輩出。但是，邀請太夫需要高額的費用，寶曆年間，在吉原以花魁取代太夫，之後花魁在江戶成為主流。但是，在京・大坂的藝妓仍保有「太夫」之稱。

## 關連項目
- 花街
- 遊廓
- 花魁